# Distretto di Lamjung
Il distretto di Lamjung è un distretto del Nepal, in seguito alla riforma costituzionale del 2015 fa parte della provincia di Gandaki. 
Il capoluogo è Besisahar.
Geograficamente il distretto appartiene alla zona collinare della Mahabharat Lekh. Il territorio è attraversato dal fiume Marsyandi (un affluente del Trishuli) che nasce sotto il massiccio dell'Annapurna e fluisce prima da nord-ovest in direzione sud-est, poi giunto presso il villaggio di Khudi piega verso sud passando nei pressi del capoluogo Besisahar. Pochi chilometri a valle è stata costruita una diga che alimenta una centrale idroelettrica di  70 MW. La centrale è stata inaugurata nel dicembre 2008, dopo una costruzione durata circa 8 anni.
Il principale gruppo etnico presente nel distretto è quello dei Gurung.

## Municipalità
- Besisahar
- Dordi
- Dudhpokhari
- Kwhlosothar
- Madhya
- Marsyandi
- Rainas
- Sundarbazar